# 古川大悟
古川 大悟（ふるかわ だいご、1999年9月15日 - ）は、千葉県茂原市出身のサッカー選手。ポジションはフォワード（センターフォワード）。Jリーグ・レノファ山口FC所属。実兄はサッカー選手の古川裕貴。

## 来歴
FC茂原、長生FCを経て中学生よりジェフユナイテッド市原・千葉の下部組織でプレー。
2017年2月25日、U-18に所属しながらJリーグ戦に出場可能となる2種登録がされたことが発表された。6月21日、天皇杯2回戦・東京V戦で公式戦初出場を記録。7月1日にはJ2第21節・大分戦でJ初出場を記録した。9月には、カタール遠征に臨むU-18日本代表に選出された。
2017年11月4日、翌シーズンよりジェフ千葉トップチームに昇格することが発表された。
2019年8月、JFL・ヴィアティン三重への育成型期限付き移籍が発表された。
2021年よりいわきFCに完全移籍。この年、30試合出場でチーム得点王となる11得点を獲得し、JFLベストイレブンに選出。いわきFCのJ3加盟とJFL優勝に大きく貢献した。
2022年1月11日に入籍したことを発表。
2023年、FC大阪に期限付き移籍。2024年よりFC大阪に完全移籍。
2025年、レノファ山口FCに完全移籍。

## 所属クラブ
ユース経歴
- FC茂原（茂原市立茂原小学校）
- 長生FC（茂原市立茂原小学校）
- ジェフユナイテッド市原・千葉U-15（茂原市立南中学校）
- ジェフユナイテッド市原・千葉U-18（千葉県立土気高校/第一学院高校）
  - 2017年2月 - 同年12月  ジェフユナイテッド市原・千葉（2種登録）

プロ経歴
- 2018年 - 2020年  ジェフユナイテッド市原・千葉
  - 2019年8月 - 2020年  ヴィアティン三重（期限付き移籍）
- 2021年 - 2023年  いわきFC
  - 2023年  FC大阪（期限付き移籍）
- 2024年   FC大阪
- 2025年 -  レノファ山口FC

## 個人成績
| 国内大会個人成績 | 国内大会個人成績 | 国内大会個人成績 | 国内大会個人成績 | 国内大会個人成績 | 国内大会個人成績 | 国内大会個人成績 | 国内大会個人成績 | 国内大会個人成績 | 国内大会個人成績 | 国内大会個人成績 | 国内大会個人成績 |
| 年度             | クラブ           | 背番号           | リーグ           | リーグ戦         | リーグ戦         | リーグ杯         | リーグ杯         | オープン杯       | オープン杯       | 期間通算         | 期間通算         |
| 年度             | クラブ           | 背番号           | リーグ           | 出場             | 得点             | 出場             | 得点             | 出場             | 得点             | 出場             | 得点             |
| 日本             | 日本             | 日本             | 日本             | リーグ戦         | リーグ戦         | リーグ杯         | リーグ杯         | 天皇杯           | 天皇杯           | 期間通算         | 期間通算         |
| ---------------- | ---------------- | ---------------- | ---------------- | ---------------- | ---------------- | ---------------- | ---------------- | ---------------- | ---------------- | ---------------- | ---------------- |
| 2017             | 千葉             | 34               | J2               | 2                | 0                | -                | -                | 2                | 0                | 4                | 0                |
| 2018             | 千葉             | 34               | J2               | 0                | 0                | -                | -                | 1                | 0                | 1                | 0                |
| 2019             | 千葉             | 34               | J2               | 0                | 0                | -                | -                | 0                | 0                | 0                | 0                |
| 2019             | 三重             | 28               | JFL              | 13               | 3                | -                | -                | -                | -                | 13               | 3                |
| 2020             | 三重             | 9                | JFL              | 15               | 5                | -                | -                | -                | -                | 15               | 5                |
| 2021             | いわき           | 34               | JFL              | 30               | 11               | -                | -                | 1                | 0                | 31               | 11               |
| 2022             | いわき           | 34               | J3               | 22               | 3                | -                | -                | -                | -                | 22               | 3                |
| 2023             | FC大阪           | 28               | J3               | 34               | 9                | -                | -                | -                | -                | 34               | 9                |
| 2024             | FC大阪           | 34               | J3               | 36               | 7                | 0                | 0                | -                | -                | 36               | 7                |
| 2025             | 山口             | 34               | J2               |                  |                  |                  |                  |                  |                  |                  |                  |
| 通算             | 日本             | 日本             | J2               | 2                | 0                | -                | -                | 3                | 0                | 5                | 0                |
| 通算             | 日本             | 日本             | J3               | 92               | 19               | 0                | 0                | -                | -                | 92               | 19               |
| 通算             | 日本             | 日本             | JFL              | 58               | 19               | -                | -                | 1                | 0                | 59               | 19               |
| 総通算           | 総通算           | 総通算           | 総通算           | 152              | 38               | 0                | 0                | 4                | 0                | 156              | 38               |

- 2017年は2種登録選手。

その他の公式戦
- 2024年
  - J2昇格プレーオフ：1試合0得点

出場歴
- 公式戦初出場 - 2017年6月21日 天皇杯2回戦 vs東京ヴェルディ（フクダ電子アリーナ）
- Jリーグ初出場 - 2017年7月1日 J2第21節 vs大分トリニータ（フクダ電子アリーナ）
- Jリーグ初得点 - 2022年4月10日 J3第5節 vsAC長野パルセイロ（長野Uスタジアム）

## タイトル

### クラブ
いわきFC
- 日本フットボールリーグ：1回（2021年）
- J3リーグ：1回（2022年）
- 福島民報杯・NHK杯 福島県サッカー選手権大会：1回（2021年）

### 個人
- JFLベストイレブン:1回（2021年）[10]
- 明治安田J3リーグ 2024年8月度月間ベストゴール[15]

## 代表歴
- U-18日本代表
  - U19-Four Nations（2017年）